# جورج موراي
جورج موراي (بالإنجليزية: George Murray)‏ (16 مايو 1942 المملكة المتحدة - ) هو لاعب كرة قدم بريطاني.